# 陳璲 (崇禎進士)
陳璲，字而琢，福建兴化府莆田县人。明朝政治人物。同进士出身。

## 生平
平海卫学生，萬曆四十六年（1618年）戊午科福建乡试第四名举人，登崇禎元年（1628年）戊辰科三甲159名進士，授江西建昌县知县，官至刑部主事。